# Beňatina
Beňatina (ungarisch Vadászfalva, 1939–1945 Benatina und bis 1907 Benetine) ist eine Gemeinde im äußersten Osten der Slowakei mit 168 Einwohnern (Stand 31. Dezember 2024), die zum Okres Sobrance, einem Kreis des Košický kraj, gehört.

## Geographie

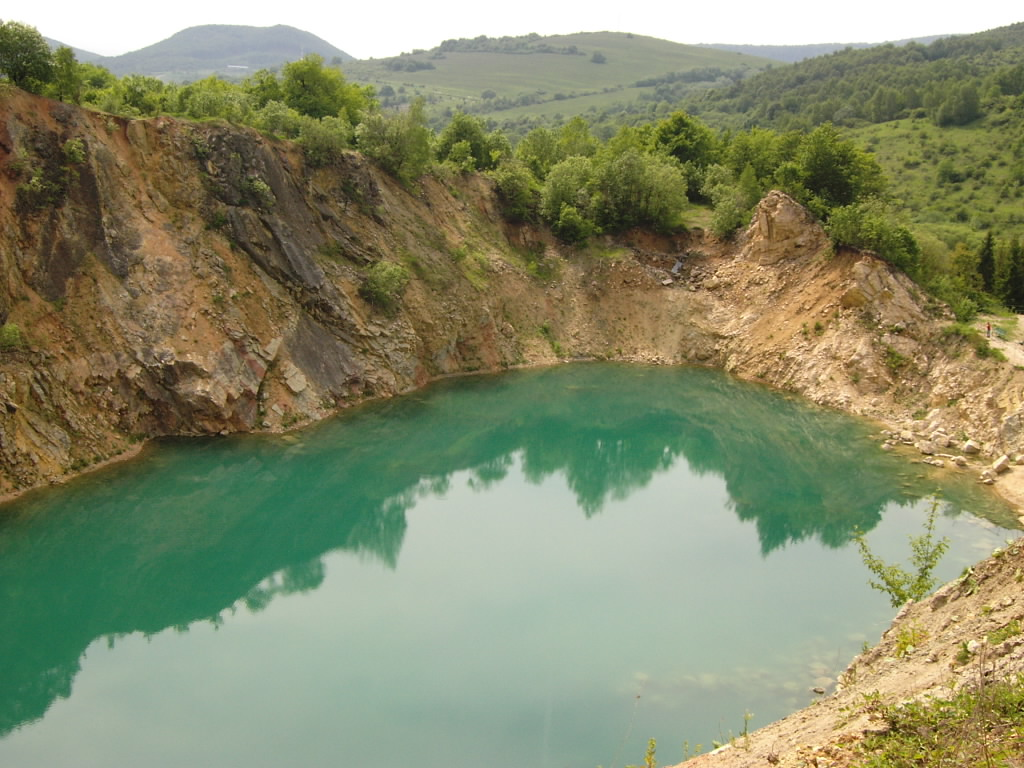
See im Schutzgebiet Beňatinský travertín

Die Gemeinde befindet sich im Vihorlatgebirge zwischen den geomorphologischen Einheiten Vihorlat im Westen und Popriečny weiter im Osten, am Bach Beňatinská voda, einem Zufluss von Sobranecký potok im Einzugsgebiet des Uh. Im Osten grenzt das Gemeindegebiet an die Ukraine. Das Ortszentrum liegt auf einer Höhe von 414 m n.m. und ist 16 Kilometer von Sobrance entfernt.
Nachbargemeinden sind Podhoroď im Westen, Nordwesten und Norden, Inovce im Nordosten, Dubrynytschi-Malyj Beresnyj (UA) im Osten, Onokiwzi (UA) im Südosten, Koňuš im Südosten und Süden und Choňkovce im Südwesten.

## Geschichte
Beňatina wurde zum ersten Mal 1397 als Benetyna schriftlich erwähnt, weitere historische Bezeichnungen sind unter anderen Benetyne (1575) und Benethinie (1786). Das Dorf war Teil der Herrschaft Großmichel und Tibava. Im 19. Jahrhundert besaßen Familie wie Csuha, Ibrányi und Thuránszky Ortsgüter.
1715 gab es 21 Haushalte, 1828 zählte man 36 Häuser und 284 Einwohner, die als Landwirte, Obstbauern und Waldarbeiter tätig waren. 
Bis 1918/1919 gehörte der im Komitat Ung liegende Ort zum Königreich Ungarn und kam danach zur Tschechoslowakei beziehungsweise heute Slowakei. In der ersten tschechoslowakischen Republik verblieben die Einwohner bei traditionellen Einnahmequellen, es gab hier Sägen. Als Folge des Slowakisch-Ungarischen Kriegs war der Ort von 1939 bis 1944 noch einmal Teil Ungarns. Nach dem Zweiten Weltkrieg pendelte ein Teil der Einwohner zur Arbeit nach Košice sowie in den tschechischen Landesteil der Tschechoslowakei. 1959 wurde die örtliche Einheitliche landwirtschaftliche Genossenschaft (Abk. JRD) gegründet, es gab hier zwei Steinbrüche.

## Bevölkerung
| Jahr                | 1994 | 2004     | 2014     | 2024     |
| ------------------- | ---- | -------- | -------- | -------- |
| Anzahl der Personen | 300  | 257      | 197      | 168      |
| Unterschied         |      | −14,33 % | −23,34 % | −14,72 % |

| Jahr                | 2023 | 2024    |
| ------------------- | ---- | ------- |
| Anzahl der Personen | 170  | 168     |
| Unterschied         |      | −1,17 % |

Nach der Volkszählung 2011 wohnten in Beňatina 199 Einwohner, davon 165 Slowaken, 24 Russinen sowie jeweils ein Tscheche und Ukrainer. Acht Einwohner machten keine Angabe zur Ethnie.
105 Einwohner bekannten sich zur orthodoxen Kirche, 78 Einwohner zur griechisch-katholischen Kirche und sieben Einwohner zur römisch-katholischen Kirche. Bei neun Einwohnern wurde die Konfession nicht ermittelt.

## Bauwerke
- griechisch-katholische Nikolauskirche im spätklassizistischen Stil aus der Mitte des 19. Jahrhunderts[6]

## Verkehr
Nach Beňatina führt nur die Cesta III. triedy 3812 („Straße 3. Ordnung“) von Podhoroď (Anschluss an die Cesta II. triedy 566 („Straße 2. Ordnung“), Tibava–Ubľa) heraus. 